# Аус дер Оэ, Адель
Адель аус дер Оэ (Адельгейд Иоганна Августа Гермина аус дер Оэ, нем. Adelheit Johanne Auguste Hermine aus der Ohe; 11 февраля 1861, Ганновер — 8 декабря 1937, Берлин) — немецкая пианистка и композитор.
Дочь инженера, с 1869 г. жила в Берлине, где её отец занял должность профессора в артиллерийской академии. С 1870 г. училась у Теодора Куллака, в 1872 г. дебютировала с оркестром, исполнив Второй концерт Людвига ван Бетховена. С 1876 г. занималась под руководством Ференца Листа в Веймаре и в Риме. Произведения своего учителя в дальнейшем исполняла с особенным воодушевлением, выбрав Первый концерт Листа для своего дебюта в США в 1886 году (дирижировал Антон Зайдль). Другим центральным произведением в репертуаре Аус дер Оэ был Первый концерт П. И. Чайковского, который она исполнила, в частности, 9 мая 1891 года с Нью-Йоркским симфоническим оркестром под управлением автора на одном из инаугурационных концертов нью-йоркского Карнеги-холла; этот же концерт «в хорошем, несколько сухом, исполнении Адели Аус дер Оэ» (по мнению племянника Чайковского Юрия Давыдова) прозвучал в последнем концерте с участием композитора 16 (28) октября 1893 г. в Санкт-Петербурге: Аус дер Оэ в это время выступала в России по протекции Чайковского и провела в стране ещё некоторое время, успев выступить на концерте памяти Чайковского 6 (18) ноября того же года.
Американская карьера Аус дер Оэ была исключительно успешной, она выступала с Чикагским симфоническим оркестром, Миннеаполисским симфоническим оркестром, со струнным Квартетом Кнайзеля, дополняя его до фортепианного квинтета. В 1892 г. дебютировала в Вене с оркестром под управлением Ганса Рихтера, в 1896 г. впервые выступила в Лондоне. Была удостоена звания придворной пианистки Саксонии (1900), Анхальта (1905) и Пруссии (1907).
После смерти двух своих сестёр (1906 и 1910) прекратила выступления и почти безвыездно жила в Берлине. В последние годы жизни страдала от тяжёлого артрита и шаткого финансового положения, в американской музыкальной среде собирали для неё пожертвования.
В 1895—1906 гг. опубликовала ряд фортепианных пьес и вокальных сочинений, а также сонату для скрипки и фортепиано.
Адели аус дер Оэ посвящены «Баллада» Зыгмунта Стоёвского, вокальный цикл Артура Фута «Пять стихотворений Омара Хайяма», фортепианные концерты Макса Вогрича и Генри Холдена Хасса.